# Hrobice (district de Zlín)
Pour les articles homonymes, voir Hrobice.
Hrobice (en allemand : Hrobitz) est une commune du district et de la région de Zlín, en Tchéquie. Sa population s'élevait à 459 habitants en 2020.

## Géographie
Hrobice se trouve à 11 km au nord-est de Zlín, à 87 km à l'est-nord-est de Brno et à 258 km au sud-est de Prague.
La commune est limitée par Kašava au nord, par Trnava à l'est, par Březová au sud, et par Ostrata à l'ouest.

## Histoire
La première mention écrite du village date de 1446.

## Transports
Par la route, Hrobice se trouve à 13 km de Zlín, à 100 km de Brno et à 306 km de Prague.